# Payal
Payal là một thành phố và là nơi đặt hội đồng đô thị (municipal council) của quận Ludhiana thuộc bang Punjab, Ấn Độ.

## Nhân khẩu
Theo điều tra dân số năm 2001 của Ấn Độ, Payal có dân số 7267 người. Phái nam chiếm 53% tổng số dân và phái nữ chiếm 47%. Payal có tỷ lệ 65% biết đọc biết viết, cao hơn tỷ lệ trung bình toàn quốc là 59,5%: tỷ lệ cho phái nam là 68%, và tỷ lệ cho phái nữ là 63%. Tại Payal, 13% dân số nhỏ hơn 6 tuổi.